# Vianga velutina
Vianga velutina är en fjärilsart som beskrevs av Walker. Vianga velutina ingår i släktet Vianga och familjen Eupterotidae. Inga underarter finns listade i Catalogue of Life.